# Frente Europeo de Liberación
El Frente Europeo de Liberación (European Liberation Front, ELF) es un movimiento neofascista creado en 1948 por diversos grupos ultranacionalistas europeos para formar un frente común. Se disolvió en 1956, pero resurgió en Francia a finales de la década de 1990 como un grupo tercerposicionista sin mayor influencia.

## Puntos programáticos
El programa conjunto de los distintos partidos que lo integraban se basaba en puntos de carácter fascista, racista y xenofóbico:

### Unidad europea
Si bien defendían que los distintos países de Europa tienen una única y particular herencia y tradición, consideraban también que Europa tiene un "destino común" como conjunto y que existen una serie de lazos culturales e históricos entre las distintas naciones que la componen. Es por esto que, a pesar de ser nacionalistas, defendían un proceso paneuropeo.

### Raza y cultura
Se posicionaron en contra del multiculturalismo y la inmigración no blanca con base en una presunta necesidad de defender la identidad y la herencia ancestral de los distintos pueblos y culturas de Europa.

### Sionismo
Como parte de la teoría conspirativa antisemita de que los judíos controlan el mundo, consideraron que existe un "imperialismo sionista" y un "supremacismo judío" contra el que es necesario luchar.

### Economía
Se decantaban por un orden económico alternativo al capitalismo y al comunismo, la llamada "tercera posición".

### Ecología
Defendían la prioridad de la protección del medio ambiente por encima de los intereses económicos. También consideraban necesario una progresiva ruralización como reacción al actual proceso de concentración humana en las ciudades.

### Revolución
La cuestión que quizás los diferenciaba de un modo más marcado del resto de organizaciones y partidos de la tercera posición era su defensa del proceso revolucionario como proceso legítimo para la toma del poder. La participación de alguno de los movimientos que la componían en elecciones democráticas, si tenía lugar, era exclusivamente por motivos tácticos.
Este último punto hizo que el ELF estuviera clasificado por un tiempo como grupo terrorista en la Terrorism Knowledge Base.

## La estructura del ELF
En su inauguración oficial en París el 19 de septiembre de 1998, el Frente Europeo de Liberación decidió organizar encuentros en distintos lugares de Europa cada seis meses. Cada grupo acordó intercambiar ideas y recursos, así como también publicar informes regulares sobre los progresos que se fueran haciendo dentro del ELF y animar y desarrollar relaciones con otros grupos ultraderechistas fuera de Europa (como en EE. UU., Nueva Zelanda o Canadá). Para estos contactos extraeuropeos se creó una suborganización llamada Comité de Enlaces para el Nacionalismo Revolucionario (LCRN \x{2013} Liaison Committee for Revolutionary Nationalism). Los afiliados del ELF y del LCRN enviaban a sus delegados para las reuniones internacionales o, por lo menos, para hacer contribuciones con declaraciones o listas de recomendaciones.

## Los partidos que integraron el Frente Europeo de Liberación
- Devenir (Bélgica)
- Odal-Aktiekomitee (Bélgica)
- National Revolutionary Faction (Inglaterra)
- Unité Radicale (Francia)
- Nouvelle Résistance (Francia)
- Free Nationalists (Alemania)
- Revolution (Grecia)
- Movimiento Sociale Fiamma Tricolore (Italia)
- Fenriks (Polonia)
- JP (Portugal)
- Partido Nacional Bolchevique (Rusia)
- Alternativa Europea -Actual MSR- (España)

### Integrantes del LCRN
- American Front
- National Liberation Front (Canadá)
- National Destiny (Nueva Zelanda)